# Stochastische Analysis auf Mannigfaltigkeiten
Die stochastische Analysis auf Mannigfaltigkeiten (auch stochastische Differentialgeometrie genannt) bezeichnet ein Teilgebiet der Stochastik, in dem die stochastische Analysis auf differenzierbare Mannigfaltigkeiten angewendet wird. Es handelt sich somit um die Synthese der stochastischen Analysis mit der Differentialgeometrie.
Ein Punkt, der eine natürliche Brücke zwischen der Analysis und der Stochastik schlägt, ist die Tatsache, dass der infinitesimale Generator eines stetigen starken Markow-Prozesses ein elliptischer Operator zweiter Ordnung ist. Der infinitesimale Generator der brownschen Bewegung ist der Laplace-Operator und die Übergangswahrscheinlichkeitsdichte {\displaystyle p(t,x,y)} der brownschen Bewegung ist gerade der minimale Wärmeleitungskern der Wärmeleitungsgleichung. Werden brownsche Pfade als charakteristische Kurven des Operators interpretiert, so lässt sich die Lösung einer Problemstellung mit diesem Operator als brownsche Bewegung darstellen.
Untersuchungsgegenstände der stochastischen Analysis auf Mannigfaltigkeiten sind stochastische Prozesse auf nicht-linearen Zustandsräumen oder Mannigfaltigkeiten. Die klassische Theorie wird neu in koordinatenfreier Darstellung formuliert, eine Schwierigkeit dabei ist, dass es meistens nicht möglich ist, mit Koordinaten das Ganze auf {\displaystyle \mathbb {R} ^{d}} zu formulieren. Eine Folge davon ist, dass man für die Definition des Martingales und der brownschen Bewegung auf einer Mannigfaltigkeit zusätzliche geometrische Strukturen wie lineare Zusammenhänge und riemannschen Metriken benötigt.
Die brownsche Bewegung wird als den durch den halben Laplace-Beltrami-Operator {\displaystyle {\tfrac {1}{2}}\Delta _{M}} generierten Diffusionsprozess bezüglich einer Mannigfaltigkeit {\displaystyle M} definiert und lässt sich als Lösung einer nicht-kanonischen stochastischen Differentialgleichung auf einer riemannschen Mannigfaltigkeit konstruieren. Da der Operator {\displaystyle \Delta _{M}} auf einer nicht-parallelisierbaren Mannigfaltigkeit keine natürliche Darstellung in Hörmanderform besitzt, existiert auch kein kanonisches Verfahren zur Konstruktion der brownschen Bewegung. Allerdings lässt sich dieses Problem für Mannigfaltigkeiten mit Zusammenhang durch die Einführung des stochastischen horizontalen Lifts eines Semimartingals und der stochastischen Abwicklung mit der sogenannten Eells-Elworthy-Malliavin-Konstruktion () lösen.
Ersteres ist eine Verallgemeinerung des horizontalen Lifts von differenzierbaren Kurven zu horizontalen Kurven im Rahmenbündel, so dass die anti-Abwicklung und der horizontale Lift durch eine stochastische Differentialgleichung im Zusammenhang stehen. Dadurch kann wiederum eine SDGL auf dem Orthonormalbasenbündel (auch orthonormales Rahmenbündel genannt) einer riemannschen Mannigfaltigkeit betrachtet werden, deren Lösung die brownsche Bewegung ist und man projiziert diese auf die Mannigfaltigkeit via stochastischer Abwicklung. Als bildliche Interpretation entspricht dies der Konstruktion einer sphärischen brownschen Bewegung durch das „Rollen ohne Rutschen“ (englisch rolling without slipping) der Mannigfaltigkeit entlang der Pfade der Brownschen Bewegung im euklidischen Raum.
Die stochastische Differentialgeometrie bietet eine neue Einsicht in die klassische Analysis und liefert neue wahrscheinlichkeitstheoretische Beweismöglichkeiten. Als Beispiel kann die brownsche Bewegung auf das Dirichlet-Problem im Unendlichen für die Cartan-Hadamard-Mannigfaltigkeit angewendet werden und ein weiteres Beispiel ist ein probabilistischer Beweis des Atiyah-Singer-Indexsatz. Die stochastische Differentialgeometrie findet aber auch Anwendungen in anderen Gebieten wie der Finanzmathematik. So lässt sich zum Beispiel die klassische Arbitrage-Theorie in differentialgeometrische Sprache übertragen (geometrische Arbitrage-Theorie genannt).

## Vorwort
Der Übersicht zuliebe setzen wir für alle Begriffe voraus (falls nicht explizit formuliert), dass ein filtrierter Wahrscheinlichkeitsraum {\displaystyle (\Omega ,{\mathcal {A}},\{{\mathcal {F}}_{t}\},P)} und eine differenzierbare Mannigfaltigkeit {\displaystyle M} vorliegen. Die Filtrierung soll rechtsstetig und vollständig sein, d. h. die üblichen Bedingungen gelten. Wir verwenden das Stratonowitsch-Integral, dieses hat gegenüber dem Itō-Integral den Vorteil, dass stochastische Differentialgleichungen unter Diffeomorphismen {\displaystyle f:M\to N} zwischen Mannigfaltigkeiten konsistent bleiben, das heißt, wenn {\displaystyle X} eine Lösung ist, dann ist auch {\displaystyle f(X)} eine Lösung unter Transformation der stochastischen Differentialgleichung.
Notation:
- {\displaystyle TM} sei das Tangentialbündel von {\displaystyle M}.
- {\displaystyle T^{*}M} sei das Kotangentialbündel von {\displaystyle M}.
- {\displaystyle \Gamma (TM)} sei das {\displaystyle C^{\infty }(M)}-Modul der Vektorfelder auf {\displaystyle M}.
- {\displaystyle X\circ dZ} bezeichnet das Stratonowitsch-Integral.
- {\displaystyle C_{c}^{\infty }(M)} ist der Raum der Testfunktionen auf {\displaystyle M}, das heißt {\displaystyle f\in C_{c}^{\infty }(M)} ist differenzierbar und besitzt einen kompakten Träger.
- {\displaystyle {\widehat {M}}:=M\cup \{\infty \}} die Einpunktkompaktifizierung.

## Stochastische Differentialgleichungen auf einer Mannigfaltigkeit

### Flussprozesse
Flussprozesse (auch {\displaystyle L}-Diffusionen genannt) sind das stochastische Pendant der Integralkurven (Flusslinien) eines Vektorfeldes. Im Gegensatz zur deterministischen Variante wird der Fluss bezüglich eines Differentialoperators zweiter Ordnung definiert.

#### Partieller Differentialoperator in Hörmanderform
Sei {\displaystyle A\in \Gamma (TM)} ein Vektorfeld als Derivation durch den {\displaystyle C^{\infty }(M)}-Isomorphismus
{\displaystyle \Gamma (TM)\to \operatorname {Der} _{\mathbb {R} }C^{\infty }(M),\quad A\mapsto (f\mapsto Af)}
für {\displaystyle f\in C^{\infty }(M)}. Die Abbildung {\displaystyle Af:M\to \mathbb {R} } ist durch {\displaystyle Af(x):=A_{x}(f)} definiert.
Definiere nun die Komposition {\displaystyle A^{2}:=A(A(f))} für {\displaystyle f\in C^{\infty }(M)}.
Ein partieller Differentialoperator (PDO) {\displaystyle L:C^{\infty }(M)\to C^{\infty }(M)} ist genau dann in Hörmanderform, wenn Vektorfelder {\displaystyle A_{0},A_{1},\dots ,A_{r}\in \Gamma (TM)} existieren und sich {\displaystyle L} in der Form
{\displaystyle L=A_{0}+\sum \limits _{i=1}^{r}A_{i}^{2}}
schreiben lässt.

#### Flussprozess
Sei {\displaystyle L} ein PDO in Hörmanderform auf {\displaystyle M} und {\displaystyle x\in M} ein Startpunkt. Ein adaptierter und stetiger {\displaystyle M}-Prozess {\displaystyle X} mit {\displaystyle X_{0}=x} heißt Flussprozess zu {\displaystyle L} mit Startpunkt {\displaystyle x}, falls für jede Testfunktion {\displaystyle f\in C_{c}^{\infty }(M)} und {\displaystyle t\in \mathbb {R} _{+}} der Prozess
{\displaystyle N(f)_{t}:=f(X_{t})-f(X_{0})-\int _{0}^{t}(Lf)(X_{r})\mathrm {d} r}
ein Martingal ist, d. h.
{\displaystyle \mathbb {E} [N(f)_{t}\mid {\mathcal {F}}_{s}]=N(f)_{s},\quad \forall s\leq t}.

#### Bemerkung
Für eine Testfunktion {\displaystyle f\in C_{c}^{\infty }(M)}, einen PDO {\displaystyle L} in Hörmanderform und einen Flussprozess {\displaystyle X_{t}^{x}} (mit Startwert {\displaystyle x}) gelten nun, anders als im deterministischen Fall, die Flussgleichungen nur im Mittel
{\displaystyle {\tfrac {\mathrm {d} }{\mathrm {d} t}}\mathbb {E} [f(X_{t}^{x})]=\mathbb {E} [(Lf)(X_{t}^{x})]}
und den PDO erhält man wieder durch {\displaystyle {\tfrac {\mathrm {d} }{\mathrm {d} t}}{\bigg |}_{t=0}\mathbb {E} [f(X_{t}^{x})]=(Lf)(x)}.

#### Lebenszeit und Explosionszeit
Sei {\displaystyle U\subset \mathbb {R} ^{n}} eine offene und nicht-leeren Menge und {\displaystyle \xi >0} eine vorhersagbare Stoppzeit. Dann bezeichnen wir {\displaystyle \xi } als Lebenszeit eines stetigen Semimartingales {\displaystyle X=(X_{t})_{0\leq t<\xi }} auf {\displaystyle U} wenn
- eine Folge von Stoppzeiten {\displaystyle (\xi _{n})} mit {\displaystyle \xi _{n}\nearrow \xi } existiert, für die gilt {\displaystyle \xi _{n}<\xi } {\displaystyle P}-fast sicher auf {\displaystyle \{0<\xi <\infty \}}.
- der gestoppte Prozess {\displaystyle (X_{t\wedge \xi _{n}})} ein Semimartingal ist.

Gilt zusätzlich {\displaystyle X_{\xi _{n}(\omega )}\to \partial U} für fast alle {\displaystyle \omega \in \{\xi <\infty \}}, so nennen wir {\displaystyle \xi } Explosionszeit.
Ein Flussprozess {\displaystyle X} kann eine endliche Lebenszeit {\displaystyle \xi } besitzen. Das bedeutet das {\displaystyle X=(X)_{t<\xi }} so definiert ist, dass wenn {\displaystyle t\to \xi }, dann gilt {\displaystyle P}-fast sicher auf {\displaystyle \{\xi <\infty \}}, dass {\displaystyle X_{t}\to \infty } in der Einpunktkompaktifizierung {\displaystyle {\widehat {M}}:=M\cup \{\infty \}}. In diesem Fall setzen wir den Prozess pfadweise durch {\displaystyle X_{t}:=\infty } für {\displaystyle t\geq \xi } fort.

#### Semimartingal auf einer Mannigfaltigkeit
Ein Prozess {\displaystyle X} ist genau dann ein Semimartingal auf {\displaystyle M}, wenn für alle {\displaystyle f\in C^{2}(M)} die Variable {\displaystyle f(X)} ein {\displaystyle \mathbb {R} }-Semimartingal ist. Es lässt sich zeigen, dass jedes {\displaystyle M}-Semimartingal die Lösung einer stochastischen Differentialgleichung auf {\displaystyle M} ist. Ist das Semimartingal nur bis zu einer endlichen Lebenszeit {\displaystyle \xi } definiert, so kann man durch Zeittransformation stets ein Semimartingal mit unendlicher Lebenszeit konstruieren. Ein Semimartingal besitzt eine quadratische Variation bezüglich eines Schnitts im Bündel der Bilinearformen auf {\displaystyle TM}.
Mit Einführung des Begriffes des Stratonowitsch-Integral einer Differentialformen {\displaystyle \alpha } längs eines Semimartingales {\displaystyle X} lässt sich das sogenannte Windungsverhalten von {\displaystyle X}, einer Verallgemeinerung der Umlaufzahl, studieren.

#### Stratonowitsch-Integral einer 1-Form
Sei {\displaystyle X} ein {\displaystyle M}-Semimartingal und {\displaystyle \alpha \in \Gamma (T^{*}M)} eine {\displaystyle 1}-Form, dann nennen wir das Integral {\displaystyle \int _{X}\alpha :=\int \alpha (\circ dX)} Stratonowitsch-Integral von {\displaystyle \alpha } längs {\displaystyle X}. Für {\displaystyle f\in C^{\infty }(M)} definieren wir {\displaystyle f(X)\circ \alpha (\circ dX):=f(X)\circ d\left(\int _{X}\alpha \right)}.

### SDGL auf einer Mannigfaltigkeit
Eine stochastische Differentialgleichung auf einer Mannigfaltigkeit {\displaystyle M}, geschrieben SDGL auf {\displaystyle M}, kann entweder als Paar {\displaystyle (A,Z)} durch einen Bündelhomomorphismus (ein Homomorphismus von Vektorbündeln) oder als {\displaystyle r+1}-Tupel {\displaystyle (A_{1},\dots ,A_{r},Z)} mit vorgegebenen Vektorfeldern definiert werden. Mit Hilfe der Whitney-Einbettung lässt sich zeigen, dass zu jeder SDGL auf {\displaystyle M} mit Anfangsbedingung {\displaystyle X_{0}=x} exakt eine Maximallösung existiert. Hat man eine Maximallösung, so erhält man gerade einen Flussprozess {\displaystyle X^{x}} für den Operator {\displaystyle L}.

#### Definition der SDGL auf einer Mannigfaltigkeit
Eine SDGL auf {\displaystyle M} ist ein Paar {\displaystyle (A,Z)}, wobei
- {\displaystyle Z=(Z_{t})_{t\in \mathbb {R} _{+}}} ein stetiges Semimartingal auf einem endlichdimensionalen {\displaystyle \mathbb {R} }-Vektorraum {\displaystyle E} ist.
- {\displaystyle A:M\times E\to TM} ein Homomorphismus von Vektorbündeln über {\displaystyle M}

{\displaystyle A:(x,e)\mapsto A(x)e}
ist, wobei {\displaystyle A(x):E\to TM} eine lineare Abbildung bezeichnet.
Die stochastische Differentialgleichung {\displaystyle (A,Z)} notieren wir als
{\displaystyle dX=A(X)\circ dZ}
oder
{\displaystyle dX=\sum \limits _{i=1}^{r}A_{i}(X)\circ dZ^{i}.}
Letzteres erklärt sich durch {\displaystyle A_{i}:=A(\cdot )e_{i}} bezüglich einer Basis {\displaystyle (e_{i})_{i=1,\dots ,r}}
und {\displaystyle \mathbb {R} }-Semimartingalen {\displaystyle (Z^{i})_{i=1,\dots ,r}} mit {\displaystyle Z=\sum \limits _{i=1}^{r}Z^{i}e_{i}}.
Da für gegebene Vektorfelder {\displaystyle A_{1},\dots ,A_{r}\in \Gamma (TM)} exakt ein Bündelhomomorphismus {\displaystyle A} mit der Eigenschaft {\displaystyle A_{i}:=A(\cdot )e_{i}} existiert, ergibt sich daraus die Gültigkeit der Definition einer SDGL auf {\displaystyle M} als {\displaystyle (A_{1},\dots ,A_{r},Z)}.
Falls {\displaystyle Z} nur eine endliche Lebenszeit besitzt, so kann man die Zeit auf den unendlichen Fall transformieren.

#### Lösung einer SDGL auf einer Mannigfaltigkeit
Sei {\displaystyle (A,Z)} eine SDGL auf {\displaystyle M} und {\displaystyle x_{0}:\Omega \to M} eine {\displaystyle {\mathcal {F}}_{0}}-messbare Zufallsvariable. Sei {\displaystyle (X_{t})_{t<\zeta }} ein stetiger adaptierter {\displaystyle M}-Prozess mit Lebenszeit {\displaystyle \zeta } auf demselben Wahrscheinlichkeitsraum wie {\displaystyle Z}. Dann ist {\displaystyle (X_{t})_{t<\zeta }} eine Lösung der SDGL
{\displaystyle dX=A(X)\circ dZ}
zur Anfangsbedingung {\displaystyle X_{0}=x_{0}} bis zur Lebenszeit {\displaystyle \zeta }, wenn für jede Testfunktion {\displaystyle f\in C_{c}^{\infty }(M)} der Prozess {\displaystyle f(X)} ein {\displaystyle \mathbb {R} }-wertiges Semimartingal ist und für jede Stoppzeit {\displaystyle \tau } mit {\displaystyle 0\leq \tau <\zeta } die Gleichung
{\displaystyle f(X_{\tau })=f(x_{0})+\int _{0}^{\tau }(df)_{X_{s}}A(X_{s})\circ \mathrm {d} Z_{s}}
{\displaystyle P}-fast sicher gilt, wobei {\displaystyle (df)_{X}:T_{x}M\to T_{f(x)}M} das Differential an der Stelle {\displaystyle X} ist. Es folgt aus der Tatsache, dass {\displaystyle f(X)} für jede Testfunktion {\displaystyle f\in C_{c}^{\infty }(M)} ein Semimartingal ist, dass {\displaystyle X} ein Semimartingal auf {\displaystyle M} ist.
Ist die Lebenszeit maximal, d. h.
{\displaystyle \{\zeta <\infty \}\subset \left\{\lim \limits _{t\nearrow \zeta }X_{t}=\infty {\text{ in }}{\widehat {M}}\right\}}
{\displaystyle P}-fast sicher, so spricht man von einer Maximallösung. Die Zeit einer Maximallösung {\displaystyle X} kann man auf {\displaystyle \mathbb {R} _{+}} erweitern und nach der Fortsetzung von {\displaystyle f} auf {\displaystyle {\widehat {M}}} gilt
{\displaystyle f(X_{t})=f(X_{0})+\int _{0}^{t}(df)_{X}A(X)\circ dZ,\quad t\geq 0}
bis auf Nicht-Unterscheidbarkeit.

#### Bemerkung
Sei {\displaystyle Z=(t,B)} mit einer {\displaystyle d}-dimensionalen brownsche Bewegungen {\displaystyle B=(B_{1},\dots ,B_{d})}, dann lässt sich zeigen, dass jede Maximallösung mit Startwert {\displaystyle x_{0}} ein Flussprozess zum Operator
{\displaystyle L=A_{0}+{\frac {1}{2}}\sum \limits _{i=1}^{d}A_{i}^{2}}
ist.

## Martingale und die brownsche Bewegung
Die brownschen Bewegungen sind stochastische Flussprozesse des Laplace-Beltrami-Operators. Es ist möglich, diese auf riemannschen Mannigfaltigkeiten {\displaystyle (M,g)} zu konstruieren, allerdings, wie in der Einleitung erwähnt, benötigt man für ein kanonisches Verfahren einen anderen Ansatz. Sei {\displaystyle {\mathcal {O}}(d)} die orthogonale Gruppe, dann betrachtet man eine kanonische SDGL auf dem Orthonormalbasenbündel {\displaystyle O(M)} über {\displaystyle M}, deren Lösung die brownsche Bewegung ist. Das Orthonormalbasenbündel ist die Gesamtheit aller Mengen {\displaystyle O_{x}(M)} der orthonormalen Rahmen des Tangentialraumes {\displaystyle T_{x}M}
{\displaystyle O(M):=\bigcup \limits _{x\in M}O_{x}(M)}
oder anders gesagt, das zu {\displaystyle TM} assoziierte {\displaystyle {\mathcal {O}}(d)}-Prinzipalbündel.

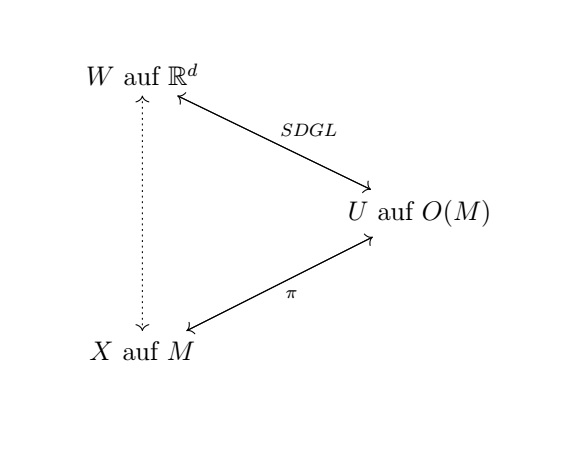
Die Konstruktion der brownschen Bewegung durch die stochastische Abwicklung von auf.

Sei {\displaystyle W} ein {\displaystyle \mathbb {R} ^{d}}-wertiges Semimartingal. Die Lösung {\displaystyle U} der SDGL
{\displaystyle dU_{t}=\sum \limits _{i=1}^{d}A_{i}(U_{t})\circ dW_{t}^{i},\quad U_{0}=u_{0},}
definiert durch die Projektion {\displaystyle \pi :O(M)\to M} eine Brownsche Bewegung {\displaystyle X} auf der riemannschen Mannigfaltigkeit, einer stochastischen Abwicklung von {\displaystyle W} auf {\displaystyle M}. Umgekehrt nennt man {\displaystyle W} die Anti-Abwicklung von {\displaystyle U} bzw. {\displaystyle \pi (U)=X}. Kurz zusammengefasst haben wir folgende Beziehung {\displaystyle W\leftrightarrow U\leftrightarrow X} wobei
- {\displaystyle U} ein {\displaystyle O(M)}-wertiges Semimartingal ist.
- {\displaystyle X} ein {\displaystyle M}-wertiges Semimartingal ist.

Für die riemannsche Mannigfaltigkeit benützen wir stets den Levi-Civita-Zusammenhang und es sei {\displaystyle \Delta _{M}} der korrespondierende Laplace-Beltrami-Operator. Zentral für die Konstruktion ist die für {\displaystyle f\in C^{\infty }(M)} definierte Beziehung
{\displaystyle \Delta _{M}f(x)=\Delta _{O(M)}(f\circ \pi )(u)}
für alle {\displaystyle u\in O(M)} mit {\displaystyle \pi u=x} und dem Operator {\displaystyle \Delta _{O(M)}} auf {\displaystyle O(M)} wohldefiniert für horizontale Vektorfelder, {\displaystyle \Delta _{O(M)}} heißt auch Bochners horizontaler Laplace-Operator.

### Martingale mit linearem Zusammenhang
Um Martingale zu definieren, benötigt man einen linearen Zusammenhang {\displaystyle \nabla }. Nun lässt sich das {\displaystyle \nabla }-Martingal charakterisieren, falls seine Anti-Abwicklung ein lokales Martingal ist. Es ist aber auch möglich, das Ganze ohne die Anti-Abwicklung zu formulieren.
Mit {\displaystyle {\stackrel {m}{=}}} bezeichnen wir Modulo bezüglich Differentialen von lokalen Martingalen.
Sei {\displaystyle X} ein {\displaystyle M}-Semimartingal. Dann ist {\displaystyle X} genau dann ein Martingal oder {\displaystyle \nabla }-Martingal, falls für jedes {\displaystyle f\in C^{\infty }(M)} gilt
{\displaystyle d(f\circ X)\,\,{\stackrel {m}{=}}\,\,{\tfrac {1}{2}}(\nabla df)(dX,dX).}

### Brownsche Bewegung auf einer Riemannschen Mannigfaltigkeit
Sei {\displaystyle (M,g)} eine Riemannsche Mannigfaltigkeit mit Laplace-Beltrami-Operator {\displaystyle \Delta _{M}}. Ein adaptierter {\displaystyle M}-wertiger Prozess {\displaystyle X} mit maximaler Lebenszeit {\displaystyle \xi } heißt Brownsche Bewegung auf {\displaystyle (M,g)}, falls für jedes {\displaystyle f\in C^{\infty }(M)}
{\displaystyle f(X)-{\frac {1}{2}}\int \Delta _{M}f(X)\mathrm {d} t}
ein lokales {\displaystyle \mathbb {R} }-Martingal mit Lebenszeit {\displaystyle \xi } ist. Die brownsche Bewegung ist somit der {\displaystyle {\tfrac {1}{2}}\Delta _{M}}-Diffusionsprozess. Diese Charakterisierung liefert allerdings kein kanonisches Verfahren für die brownsche Bewegung.